# 방덕룡
방덕룡(方德龍, 1561년 ∼ 1598년 12월 16일)은 조선 중기의 무신, 장군이다.

## 이력
본관은 온양(溫陽), 자(字)는 운보(雲甫), 호(號)는 낙천(樂天)이다. 할아버지는 정2품 지돈녕부사 방호의(方好義)이고, 외조부는 경기도관찰사 정언각(鄭彦慤)이며, 아버지는 여절교위(勵節校尉) 방헌침(方獻忱)이다. 1588년(선조 21년) 무과에 급제하여, 군자감정(軍資監正), 문천군수 등을 역임하고, 낙안군수로 관직에 재직하던 중 1597년에 정유재란이 일어나자 부사(府使) 이영남(李英男), 만호(萬戶) 안여종(安汝棕)과 함께 절이도(折爾島)에서 왜군을 협공하여 승리했다. 이듬해 통제사 이순신(李舜臣)의 선봉이 되어 노량해전에서 분전하다가 전사하였다. 형조참의에 추증되고, 선무원종공신(宣武原從功臣) 2등에 녹훈되었다.

## 생애
1561년(명종 16년) 충청도 팽성현의 북촌에서 아버지 방헌침(方獻忱)과 어머니 해주 정씨의 아들로 태어났다. 방덕룡은 온양 방씨 22세손이다. 할아버지는 지돈녕부사, 충청도수군절도사를 역임한 방호의(方好義)이고, 할머니는 세종(世宗)의 넷째 아들인 임영대군(臨瀛大君)의 고손녀이며, 외할머니는 이조판서 신공제(申公濟)의 셋째 딸이다. 아버지는 여절교위(勵節校尉) 방헌침(方獻忱)이고, 어머니는 부제학, 경기도관찰사를 역임한 해주 정씨 8세손 정언각(鄭彦慤)의 셋째 딸이다. 고모는 세조(世祖)의 셋째 아들 익대공신 덕원군(德源君, 1449년 ~ 1498년)의 손자 연창군(延昌君, 1509년 ~ 1566년, 李鶴壽)의 부인이다.
방덕룡의 부인은 진주 강씨(晉州 姜氏) 박사공파 12세손 강응서(姜應瑞)의 딸이다. 장인인 강응서(姜應瑞)는 생원(生員), 과의교위(果毅校尉)를 지내고 통정대부 승정원 좌승지겸 경연관 참찬관(通政大夫 承政院 左承旨兼 經筵官 叅贊官)에 증직되었다.
1588년(조선 선조 21년) 방덕룡은 28세의 나이로 식년시(式年試) 무과에 급제하였다. 그가 굳이 무장이 되고자 하였음은 그의 증조부인 방윤(方輪)이 동북면 병마절도사로 있으면서 나라를 위하여 싸우다가 순직할 때 창(槍)을 내려주면서 앞으로 국난이 있을 때 나라를 지키라는 유언에 따른 것이다.
1592년 3월부터 1595년 10월까지 정의(旌義) 현감을 역임하였다. 임진왜란이 일어나자 그는 100여명의 의병을 모아 원균(元均)의 휘하에 들어가서 크게 활약하였다.
1596년 이몽학의 난을 토벌하였다.
1597년 정유재란이 일어나자 부사(府使) 이영남(李英男), 만호(萬戶) 안여종(安汝棕)과 함께 절이도(折爾島)에서 복병(伏兵)을 하였다가 왜군을 협공하여 크게 이겼다.
1597년 6월 28일부터 7월 6일까지 문천(文川) 군수를 지내고, 이후 낙안군수(樂安郡守)로 부임하였다.
1598년(선조 31년) 5월 25일 흥양(興陽) 지방에 왜선이 들이닥쳐 노략질하고 6월 6일에는 깊숙한 곳까지 침입하자, 낙안군수(樂安郡守)로 재직하던 방덕룡은 명나라 장수 이천총(李千總)과 합세해서 적을 토벌하여 공을 세웠다.
삼도수군통제사(三道水軍統制使) 이순신은 낙안군수 방덕룡이 용감하고 지략이 있다고 하여 선봉장으로 삼았다. 1598년 11월 18일 노량해전(露梁海戰)이 일어나자 통제사 이순신, 명나라 장수 등자룡(鄧子龍), 가리포 첨사(加里浦僉使) 이영남(李英男), 흥양 현감(興陽縣監) 고득장(高得蔣)과 함께 결사적으로 적진에 돌입하여 적을 무찔렀으나, 왜군의 탄환을 맞고 전사하였다. 그의 나이 38세였다. 이 전투의 승리는 7년간 계속되었던 조선과 일본과의 전쟁을 끝내는 데 중요한 역할을 하였다.
선조가 그 절의를 가상하게 여겨 통정대부(通政大夫) 형조참의(刑曹參議)를 추증하고, 대대로 그 자손에게 벼슬을 주었다. 방덕룡의 아들 방전(方倎, 1583년 ~ ?)은 광해군 8년(1616년) 증광(增廣) 생원시와 진사시 양시에 동시 합격하여 강릉 참봉(參奉)을 지냈다.

## 가족 관계
- 조부 : 방호의(方好義) - 지돈녕부사
- 조모 : 봉산군(鳳山君) 이돈(李敦)의 서녀 전주 이씨[14]
  - 부 : 방헌침(方獻忱, 1537년 ~ ?)
- 외조부 : 정언각(鄭彦慤, 1498년 ~ 1556년) - 직제학, 경기도관찰사
- 외조모 : 고령 신씨(高靈申氏) - 이조판서 신공제(申公濟)의 셋째 딸
  - 모 : 해주 정씨(海州鄭氏) 정언각(鄭彦慤)의 3녀
  - 처부 : 강응서(姜應瑞, ? ~ 1617년) - 증 통정대부 승정원 좌승지겸 경연관 참찬관(通政大夫 承政院 左承旨兼 經筵官 叅贊官)
    - 부인 : 진주 강씨(晉州姜氏) 강응서(姜應瑞)의 딸
      - 아들 : 방검(方儉)
      - 아들 : 방전(方倎, 1583년 ~ ?)
        - 손자 : 방일찬(方日贊)

## 같이 보기
- 임진왜란
- 노량해전
- 이순신
- 임진왜란 해전 목록
- 선무원종공신